# Tetrasquel

Lauburu.

O Tetrasquel ou Lauburu ou Cruz basca é uma cruz com quatro cabeças em forma de vírgula semelhante ao tomoe japonês. Pode ser construído com uma régua e compasso, começando com a formação de um modelo quadrado, cada cabeça podem ser tiradas a partir de um vértice vizinho deste modelo com duas configurações de bússola, com um raio de metade do comprimento da outra.
É o símbolo do povo basco. Tem forma de suástica, de origem indo-europeia, vinda dos celtas.